# Flores (departman)
Departman Flores departman je u središnjem dijelu Urugvaja. Graniči s departmanom Durazno na sjeveru i istoku, Floridom na jugoistoku, San Joséom na jugu i Sorianom prema zapadu. Sjedište departmana je grad Trinidad. Prema popisu stanovništva iz 2011. godine, departman ima 25.050 stanovnika, te je prema broju stanovnika najmanji u departman.

## Stanovništvo i demografija
Prema popisu stanovništva iz 2011. godine na području departmana živi 25.050 stanovnika (12.342 muškaraca i 12.708 žene) u 10.589 kućanstava.
- Prirodna promjena: 0.151 ‰
  - Natalitet: 14,73  ‰
  - Mortalitet: 9,25 ‰
- Prosječna starost: 34,3 godina
  - Muškarci: 33,2 godina
  - Žene: 35,5 godina
- Očekivana životna dob: 78,66 godine
  - Muškarci: 74,82 godine
  - Žene: 82,20 godine
- Prosječni BDP po stanovniku: 11.025 urugvajskih pesosa mjesečno
- Izvor: Statistička baza podataka 2010.[2]

| Grad     | Stanovništvo |
| -------- | ------------ |
| Trinidad | 21.429       |

| Naselje         | Stanovništvo |
| --------------- | ------------ |
| Ismael Cortinas | 918          |
| Andresito       | 261          |

## Vanjske poveznice
- (šp.) Departman Flores - službene stranice  Arhivirana inačica izvorne stranice od 13. svibnja 2020. (Wayback Machine)